# Syzygium kuebiniense
Syzygium kuebiniense är en myrtenväxtart som beskrevs av J.W.Dawson. Syzygium kuebiniense ingår i släktet Syzygium och familjen myrtenväxter. Inga underarter finns listade i Catalogue of Life.